# Corydoras semiaquilus
Corydoras semiaquilus là một loài cá da trơn nước ngọt nhiệt đới thuộc chi Corydoras trong họ Callichthyidae. Loài này được tìm thấy ở lưu vực phía tây của sông Amazon, thuộc lãnh thổ của hai quốc gia: Brazil và Peru.
Tên của loài này, semiaquilus, được ghép từ semi ("một nửa") và aquilus ("màu tối"), ám chỉ dải màu sẫm ở nửa thân trên của cá. C. semiaquilus được mô tả lần đầu tiên vào năm 1964.

## Mô tả
C. semiaquilus trưởng thành dài khoảng 6 – 8 cm. Chúng thường sống ở tầng đáy của các sông hồ, thích hợp với môi trường nước có độ pH từ 6,0 đến 8,0, độ cứng của nước khoảng 2 - 25 dGH và nhiệt độ khoảng từ 22 đến 26 °C. Thức ăn chủ yếu của C. semiaquilus là giun, côn trùng, động vật giáp xác và rong rêu. Cá mái đẻ trứng trong thảm thực vật dày và không bảo vệ trứng. Ở C. semiaquilus trưởng thành, cá đực có xu hướng nhỏ hơn so với cá mái.
Tương tự như các loài khác trong Corydoras, C. semiaquilus cũng được nuôi làm cá cảnh. Tránh sử dụng đá dăm sắc nhọn làm đáy hồ, vì điều này có thể gây tổn thương cho chúng khi cố đào hang.